# King of Fools (álbum)
King of Fools é o álbum de estreia da banda Delirious?, lançado a 16 de Junho de 1997.
O disco atingiu o nº 13 do Heatseekers e o nº 7 do Top Contemporary Christian.

## Faixas
Todas as faixas por Stuart Garrard e Martin Smith, exceto onde anotado.
1. "Sanctify" – 4:13
2. "Deeper" – 4:20
3. "Revival Town" – 5:44
4. "All The Way" – 4:15
5. "August 30th" – 6:17
6. "Promise" (Smith) – 4:14
7. "King Or Cripple" (Smith) – 4:37
8. "Hands Of Kindness" – 4:45
9. "White Ribbon Day" (Smith) – 6:47
10. "King of Fools" – 4:00
11. "History Maker" (Smith) – 6:33
12. "What A Friend I've Found" (Smith) – 5:49

## Créditos
- Stu Garrard - Guitarra, vocal de apoio
- Tim Jupp - Teclados, órgão, vocal de apoio
- Jussy McLean - Vocal
- Martin Smith - Guitarra, vocal
- Stewart Smith - Percussão, bateria, vocal de apoio
- Jon Thatcher - Baixo, vocal de apoio